# Río Verde (Río Huayabamba)
Der Río Verde, im Oberlauf Río Layasbamba und Río Chilchos, ist der etwa 76 km lange rechte Quellfluss des Río Huayabamba in der Provinz Mariscal Cáceres in der Region San Martín im zentralen Norden Perus.

## Flusslauf
Der Río Verde entspringt in der peruanischen Zentralkordillere nahe der westlichen Wasserscheide zum weiter westlich fließenden Río Utcubamba auf einer Höhe von etwa 3130 m. Er fließt anfangs 7 km nach Osten, nimmt den Abfluss des südlich des Flusslaufs gelegenen Sees Laguna de los Cóndores (deutsch: „Kondorsee“) von rechts auf und wendet sich anschließend in Richtung Nordnordost. Bei Flusskilometer 53 nimmt er einen größeren Nebenfluss von links auf und fließt im Anschluss in Richtung Ostnordost. Bei Flusskilometer 47 liegt die Siedlung Los Chilchos am südlichen Flussufer. Bei Flusskilometer 42 trifft der Río Tingo von Norden kommend auf den Río Verde. Auf den folgenden 10 Kilometern fließt der Río Verde in Richtung Ostsüdost. Der Río Lejia trifft von Südwesten kommend auf den Fluss. Dieser durchschneidet direkt im Anschluss einen Bergkamm und fließt sieben Kilometer nach Nordosten. Der Río Verde fließt erneut etwa 10 Kilometer nach Südosten. Die Quebrada Montealegre mündet von Norden kommend bei Flusskilometer 21 in den Río Verde. Dieser durchschneidet wenig später einen in SO-Richtung verlaufenden Bergkamm in östlicher Richtung und behält diese Fließrichtung bis Flusskilometer 2 bei. Auf den letzten beiden Kilometern wendet sich der Fluss noch nach Norden, bevor er sich mit dem aus Norden heranströmenden Río Guambo zum Río Huayabamba vereinigt.

## Einzugsgebiet
Das Einzugsgebiet des Río Verde umfasst eine Fläche von etwa 1450 km². Das Gebiet liegt überwiegend im Distrikt Huicungo in der Provinz Mariscal Cáceres. Der äußerste Nordwesten gehört zur Provinz Chachapoyas, der zentrale Norden zur Provinz Rodríguez de Mendoza, beide Provinzen sind Teil der Region Amazonas. Das Einzugsgebiet besteht hauptsächlich aus tropischem Bergregenwald. Entlang der westlichen Wasserscheide erheben sich die Berge bis auf eine Höhe von mehr als 3400 m. Das Einzugsgebiet grenzt im Norden an das des Río Guambo, im Westen an das des Río Utcubamba sowie im Süden an das des Río Huabayacu.